# Изоформа белка
Изоформа белка — любая из нескольких разных форм (отличающихся первичной структурой) одного и того же белка, происходящих из одного гена или семейства генов.
Различные формы белка могут быть образованы связанными генами, или могут возникнуть из этого гена путём альтернативного сплайсинга. Большое количество изоформ вызваны однонуклеотидными полиморфизмами — небольшими генетическими различиями между аллелями одного и того же гена. Это происходит в определенных отдельных местах расположения нуклеотидов на гене. Согласно правилам IUPAC термин «изоформа» должен использоваться для генетических вариаций, таких как аллельные формы.
Открытие изоформ отчасти объясняет небольшое число выявленных кодирующих областей генов в проекте «Геном человека»: возможность создания категорически различных белков из одного и того же гена увеличивает разнообразие протеома. Изоформы описаны и обнаружены с помощью микроматричного анализа и кДНК библиотек.

## Гликоформы
- Актин, несмотря на консервативный характер, имеет различное число изоформ, с одной изоформой в дрожжах и несколькими (по крайней мере, шестью у млекопитающих) у эукариот.
- Креатинкиназы, присутствие которых в крови может быть использовано в качестве помощи при диагностике инфаркта миокарда, существует в трёх изоформах.
- Синтаза гиалуроновой кислоты – фермент, ответственный за производство гиалуроновой кислоты, имеет три изоформы в клетках млекопитающих.
- Глюкуронозилтрансфераза – надсемейство ферментов, ответственных за детоксикацию многих препаратов, веществ, загрязняющих окружающую среду и токсичных эндогенных соединений. Имеет 16 известных изоформ, закодированных в геноме человека.[5]

## Прионы
В случае с прионами могут употребляться такие термины, как конформа и штамм. Конформа характеризует третичную структуру белка (его пространственную конформацию). Хотя слово штамм обычно не относится к белкам, его использование оправдано в контексте рассмотрения прионов в качестве инфекционного агента (в данном случае в более широкое понятие штамма входят и его изоформа, и его конформа).